# Flux màssic
El flux de massa o flux màssic és el moviment de matèria material. En física, el flux de massa ocorre en sistemes oberts i se sol mesurar el seu moviment a través de la frontera a partir de la secció travessada i el cabal. En enginyeria i biologia també es pot tractar, per exemple, d'un flux de fluid en un tub de cert diàmetre.
Alguns exemples són la circulació sanguínia, el transport d'aigua en xilemes i els floemes de les plantes.